# マイティ・ベイビー
マイティ・ベイビー（Mighty Baby）は、アクション（The Action）というバンドから残ったメンバーによって、1969年1月に結成されたバンドであった。2枚のアルバム、『マイティ・ベイビーの胎動』（1969年12月に発表されたが、ほぼ1年前にレコーディングされていた）と『ア・ジャグ・オブ・ラヴ』（1971年10月）をリリースしている。

## 略歴
サイケデリック・ロックの楽曲をコレクションしたデビュー作『マイティ・ベイビーの胎動』は、イギリスの小さなインディーズのレコード・レーベル「ヘッド・レコード」と、アメリカの「チェス・レコード」から発売された。1970年の間に、バンドの何人かのメンバーはイスラム教徒（スーフィズムの支持者）になり、セカンド・アルバム『ア・ジャグ・オブ・ラヴ』にはそのスピリチュアルな世界への旅が反映され、以前の彼らが持っていた音楽性とは、かなりかけ離れたものとなった。彼らは「ワイト島音楽祭 1970」初日のトリを務めた。この時のリチャード・トンプソンとバンドとの出会いが、リチャードとリンダ・トンプソンをスーフィズムに導いたと言われている。また、この時のマーティン・ストーンのギター・パートは注目に値するものだった。
定期的にギグを行うだけでなく、バンドは他のミュージシャンのために多くのセッションを行った。その面々には、ロビン・スコット（アルバム『ウーマン・フロム・ザ・ウォーム・グラス』）、アンディ・ロバーツ、キース・クリスマス（アルバム『スティミュラス』『フェイブル・オブ・ザ・ウィングス』）、シェラ・マクドナルド、サンディ・デニー、ゲイリー・ファー（アルバム『Take Something with You』『ストレンジ・フルーツ』）を含んでいた。
1971年にMalvern Winter Gardensでレコーディングされたライブ・コンサートが、2010年初めにSunbeamレーベルからリリースされた。これらの音源は、コンサート後にイアン・ホワイトマンに与えられ、彼によって保管されたテープからのものだった。また、「グラストンベリー・フェスティバル 1971」からのこれまで未発表だった音源もこのライブ・アルバムに収録された。それはラジオ・ジェロニモ (Radio Geronimo)のアーカイヴから探し出されたものだった。
マイク・エース・エヴァンスは、ロンドンで2010年1月15日に亡くなり、ビーコンズフィールド近くのウッドランド霊園に埋葬された。

## メンバー
- アラン・バム・キング (Alan 'Bam' King) - ボーカル、ギター
- マーティン・ストーン (Martin Stone) - ギター
- イアン・ホワイトマン (Ian Whiteman) - ピアノ、フルート
- マイク・エース・エヴァンス (Mike 'Ace' Evans) - ベース
- ロジャー・パウエル (Roger Powell) - ドラム

## ディスコグラフィ

### アルバム
- 『マイティ・ベイビーの胎動』 - Mighty Baby (1969年)
- 『ア・ジャグ・オブ・ラヴ』 - A Jug of Love (1971年)
- Live In The Attic (2000年) ※1970年3月のライブ音源
- Tasting The Life - Live 1971 (2010年) ※1971年2月のライブと「グラストンベリー・フェスティバル 1971」からの音源

### シングル
- "Egyptian tomb / I'm from the country" (1969年)
- "Devil's Whisper" b/w "Virgin Spring" (1971年)

### 関連アルバム
- Reg King: Reg King (1971年) ※元アクションのボーカリストのアルバム。マイティ・ベイビーのメンバーがほとんどのバックを務めた
- Various Artists: Glastonbury Fayre (1972年) ※「グラストンベリー・フェスティバル 1971」でのライブ音源。「A Blanket In My Muesli」1曲を収録
- Action Speak Louder Than ... (1985年) ※1968年にThe Action名義でレコーディングされた音源